# 福井県道107号泊小浜停車場線
福井県道107号泊小浜停車場線（ふくいけんどう107ごう とまりおばまていしゃじょうせん）は、福井県小浜市泊から同市駅前町に至る一般県道である。
また、小浜市阿納尻（あのじり）から同市堅海（かつみ）に至る延長9.7kmの分岐路線があり、かつては福井県道路公社が管理・運営していた有料道路の久須夜ヶ岳有料道路（くすやがたけゆうりょうどうろ、道路整備特別措置法上の有料道路）となっていた。現在、この路線はエンゼルラインの愛称が付けられており観光道路の一つとなっている。

## 路線概要
小浜市北部の内外海半島の先端附近の泊集落と小浜駅を結ぶ役割を担っている。内外海半島の根本附近から分岐し久須夜ヶ岳山頂付近まで至り、山岳道路の側面も持ち合わせている。また、山頂には駐車場が設置されている。内外海半島を走る県道はこの1本しかないため、小浜市街地へのアクセスにはこの県道が重要な道路となっている。
内外海半島の付け根にあたる阿納尻三差路交差点で国道162号に合流し重複区間となるが、小浜市西津コミュニティセンターの前で分岐し、小浜市街中心部で再び合流するまでは単独区間となる。この区間で一級河川北川水系の江古川・北川・多田川を、こうのとり大橋で一挙に跨ぎ、続いて二級河川の南川に架かる竹原橋（たわらはし）と連続で渡る。下流側の国道162号にある西津橋（北川）・城内橋（多田川）・大手橋（南川）が2022年（令和4年）7月より約5年間の架替工事に入り、仮設歩道橋を通れない原動機付自転車以上の車両が通行できなくなっているため、その迂回路ともなっている。

### 路線データ
- 起点：福井県小浜市泊
- 終点：同市駅前町（小浜駅）
- 分岐路線：福井県小浜市阿納尻 - 同市堅海（旧久須夜ヶ岳有料道路）[2]
- 設計速度：35km/h（旧久須夜ヶ岳有料道路）[2]
- 車線数：2車線（旧久須夜ヶ岳有料道路）[2]

## 歴史
ここでは、旧久須夜ヶ岳有料道路の歴史について記載する。
- 1970年（昭和45年）10月1日 - 道路建設に着手[2]。
- 1972年（昭和47年）
  - 6月30日 - 道路完成[2]。
  - 7月1日 - 開通・供用開始[2]。 供用開始時は福井県企業庁が管理[8]。
- 1977年（昭和52年）4月1日 - 道路管理を福井県道路公社へ移管[8]。
- 2002年（平成14年）7月1日 - 無料化[2]。

## 道路状況
起点附近は住宅地の細々とした道だが、集落の終わりから国道162号の交差点までは片側一車線でトンネルもある走りやすい道である。しかし小浜市街で一度国道162号と分岐し細い路地に入り、離合困難な軒先すれすれの狭路に変貌する。案内なしの右左折もあり、道自体の悪さも相まって非常に走りにくい区間である。再び国道162号と重複し、すぐに分岐してからは近年作られた区間であり、片側一車線、右折レーン、歩道も設けられた高規格な道路となっている。この走りやすい区間を抜け再び国道162号と重複すると終点の小浜駅までそのままである。
久須夜ヶ岳エンゼルラインからは、小浜湾、若狭湾、越前岬、常神半島、青葉山を一望できるほか、晴天時には丹後半島や白山連峰も見えることがある。ただし、冬季（12月 - 3月）および夜間（19:00 - 翌7:00）は閉鎖されている。

## 接続道路
- 本路線本線・支線合流（小浜市阿納尻）
- 国道162号（小浜市阿納尻・阿納尻三差路交差点 -＜重複＞- 同市北塩屋・西津公民館前交差点）
- 国道162号（小浜市千種一丁目・小浜NTT前交差点 -＜重複＞- 同市駅前町・小浜駅前交差点、終点）

国道162号重複区間内の接続道路
- 福井県道24号小浜上中線（小浜市千種一丁目・小浜NTT前交差点 -＜重複＞- 同市大手町・小浜市役所前交差点）
- 福井県道14号小浜停車場線（小浜市駅前町・小浜駅前交差点、終点）

## 沿線
- 久須夜ヶ岳（内外海半島全般）
- 福井県立大学かつみキャンパス、福井県栽培漁業センター（小浜市堅海）
- 福井県水産試験場本場、企画・先端研究室（小浜市泊）
- 若狭総合公園（小浜市北塩屋）
- 護松園（旧古河屋別邸、小浜市北塩屋）
- 福井県立大学小浜キャンパス（小浜市学園町）
- 小浜市役所（小浜市大手町）
- 杉田玄白記念公立小浜病院（小浜市大手町）
- 西日本旅客鉄道（JR西日本）小浜線 小浜駅（小浜市駅前町）